# Herborner Hohe Straße

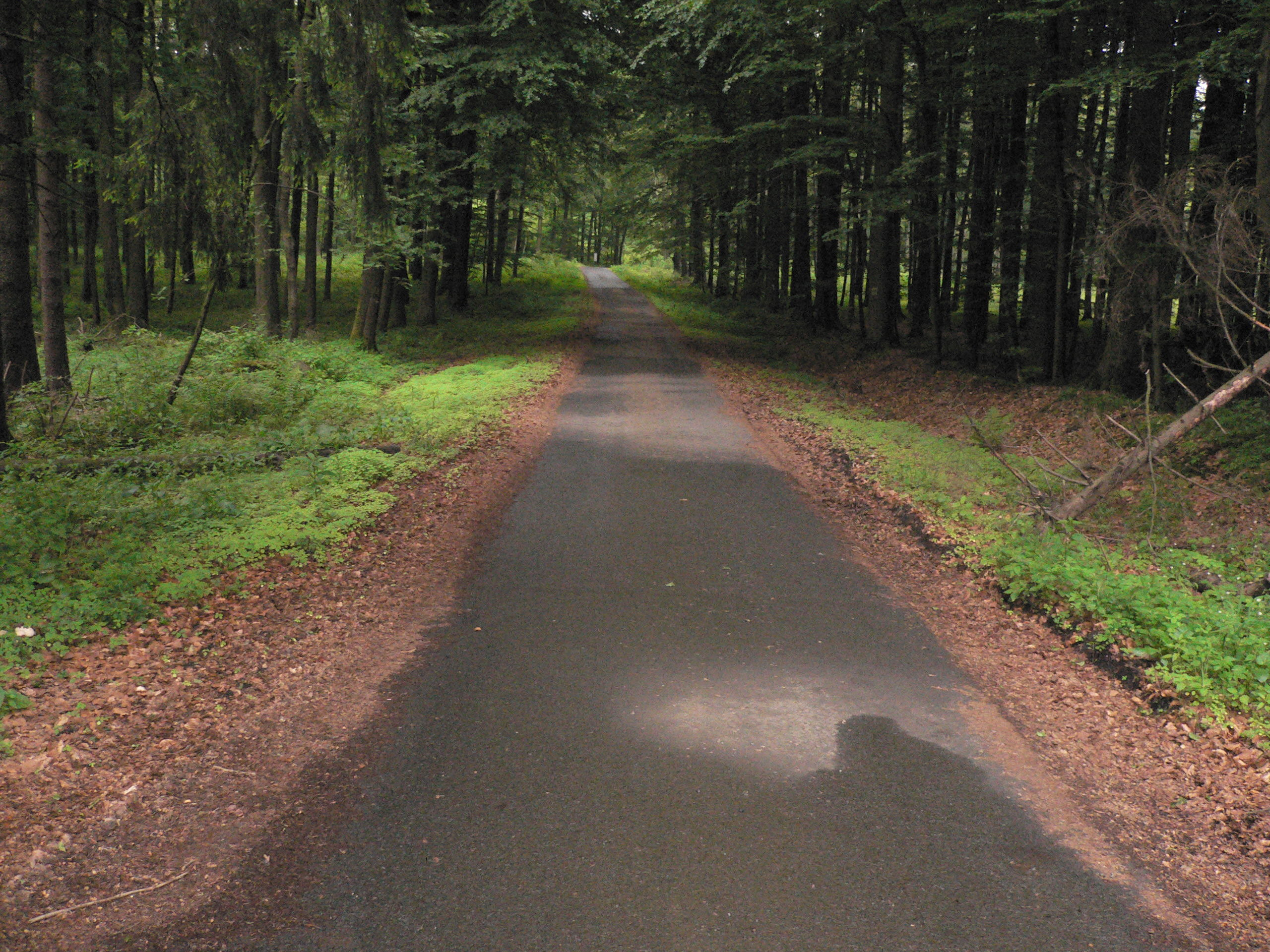
Herborner Hohe Straße, Abschnitt zwischen Angelburg (Berg) und den Wilhelmsteinen; war vom Hochmittelalter bis 1875 in Gebrauch, heute Forststraße, für den öffentlichen Verkehr gesperrt

Die Herborner Hohe Straße war eine ehemalige regionale Straße (Altstraße), die größtenteils auf der Wasserscheide Schelde (Dill) / Aar (Dill), kleinräumig auf der Wasserscheide Schelde (Dill) / Siegbach, im Schelderwald verlief. Sie wurde vom frühen Mittelalter bis zum Ende des 19. Jahrhunderts genutzt. Sie verband die Stadt Herborn und damit auch die Herborner Mark mit dem ehemals sehr bedeutenden Fernhandelsweg, der Brabanter Straße. Von Herborn aus verlief sie in Richtung Herbornseelbach, wo sie bei der ehemaligen Burg Alt-Dernbach mit einer Furt die Aar (Dill) querte, und zog weiter auf einer von Süd-West nach Nord-Ost verlaufenden Trasse, vorbei an Burg Tringenstein in Richtung Kreuzungspunkt der alten Fernstraßen im Schelderwald bei der Angelburg (Berg) in der Nähe der Wilhelmsteine, nördlich der Burg Wallenfels, wo sie in  die Brabanter Straße einmüdete bzw. sie kreuzte. Hier vereinigte sie sich auch mit dem Westfalenweg und zog mit ihrem kürzeren nördlichen Strang weiter auf der Wasserscheide Gansbach (Perf) / Perf, traf oberhalb von Niedereisenhausen mit der „Heerstraße“ (frühmittelalterlicher Höhenweg auf der Wasserscheide Perf / Dautphe verlaufend) zusammen und mündete ein in den nach Norden ziehenden bedeutenden alten Fernstraßestrang in Richtung Paderborn und Bremen.